# ヒューマックス
株式会社ヒューマックス（英語: Humax Corporation）は、レジャー産業およびレジャー・商業ビル賃貸を主に行う日本の企業である。同社を中心とした企業群をヒューマックスグループ（英語: Humax Group）と呼び、同社は同グループ全体の経営方針の管理業務も行う。
本項では同グループについても詳述する。

## 沿革
同社および同グループの沿革である。
- 1947年（昭和22年）

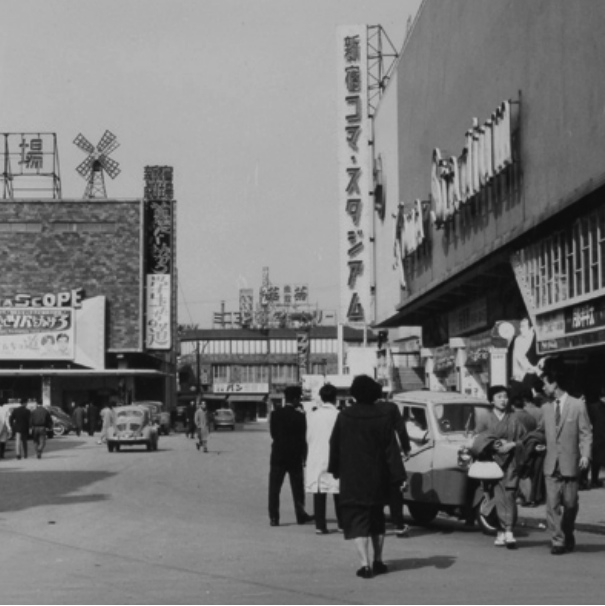
東京都新宿区歌舞伎町、左が同社創業者・林以文が開業した新宿劇場、右は東宝の新宿コマ劇場。1960年（昭和35年）2月の写真。

  - 4月 - 林以文が個人事業として「新宿ムーランルージュ」の再建に着手（創業）[3][4]。
  - 12月 - 歌舞伎町に「新宿地球座」を開館[3][4][5]。
- 1948年（昭和23年）5月 - 惠通企業株式会社として設立[3]（登記上は同年8月[2]）。
- 1953年（昭和28年）1月 - 新宿劇場を新築・開業[5][6]。
- 1958年（昭和33年）
  - 4月 - グループ傘下に恵通不動産株式会社を設立。
  - 6月 - グループ傘下に恵通商事株式会社、株式会社地球会館をそれぞれ設立。
  - 12月 - 「新宿地球会館」（現・ヒューマックスパビリオン新宿アネックス）を落成・開館[3][4]。
- 1962年（昭和37年）
  - 4月 - 峰商事株式会社を設立。
  - 11月 - 「渋谷地球会館」（現・ヒューマックスパビリオン渋谷公園通り）を落成・開館。
- 1965年（昭和40年）11月 - ジョイパックフイルム株式会社を設立。
- 1967年（昭和42年）10月 - 「池袋地球会館」（現・ヒューマックスパビリオン南池袋）を落成・開館。
- 1970年（昭和45年）10月 - グループを恵通ジョイパックグループに改称[3]。
- 1971年（昭和46年）10月 - 新宿劇場跡地に「新宿ジョイパックビル」（現・ヒューマックスパビリオン新宿歌舞伎町）を落成・開館。
- 1972年（昭和47年）5月 - ラスベガス商事株式会社を設立。
- 1976年（昭和51年）
  - 3月26日 - 創業者の林以文が死去（満64歳没）[4]。
  - 7月 - 「新宿ジョイパックビル別館」（現・ヒューマックスパビリオン新宿東口）を落成・開館。
  - 12月 - 「渋谷エムパイアビル」（旧リキ・スポーツパレス、現・ヒューマックス渋谷ビル）を買収。
- 1977年（昭和52年）7月 - 米国法人としてヒューマックスウエストInc.を設立。
- 1979年（昭和54年）
  - 2月 - ジョイパックアミューズメント株式会社を設立。
  - 7月 - 峰商事とラスベガス商事を合併し、ジョイパックレジャー株式会社に社名変更。
- 1981年（昭和56年）9月 - 自由が丘劇場（現・ヒューマックスパビリオン自由が丘）を買収。
- 1983年（昭和58年）4月 - 恵通企業の映画興行部門を独立分社し、ジョイパックシネマ株式会社を設立。他の事業部門もジョイパックフーズ株式会社、ジョイパックエンタープライズ株式会社、ジョイパック商事株式会社をそれぞれ設立し、分社化。
- 1985年（昭和60年）
  - 7月 - 株式会社クレディックスを設立。
  - 12月 - 池袋劇場を改装し、「ジョイパックビル3」（現・ヒューマックスパビリオン池袋サンシャイン60通り）を落成・開館。
- 1987年（昭和62年）7月 - 恵通企業が株式会社ヒューマックスに社名変更。グループをヒューマックスグループと改称[3]。

- 1989年（平成元年）

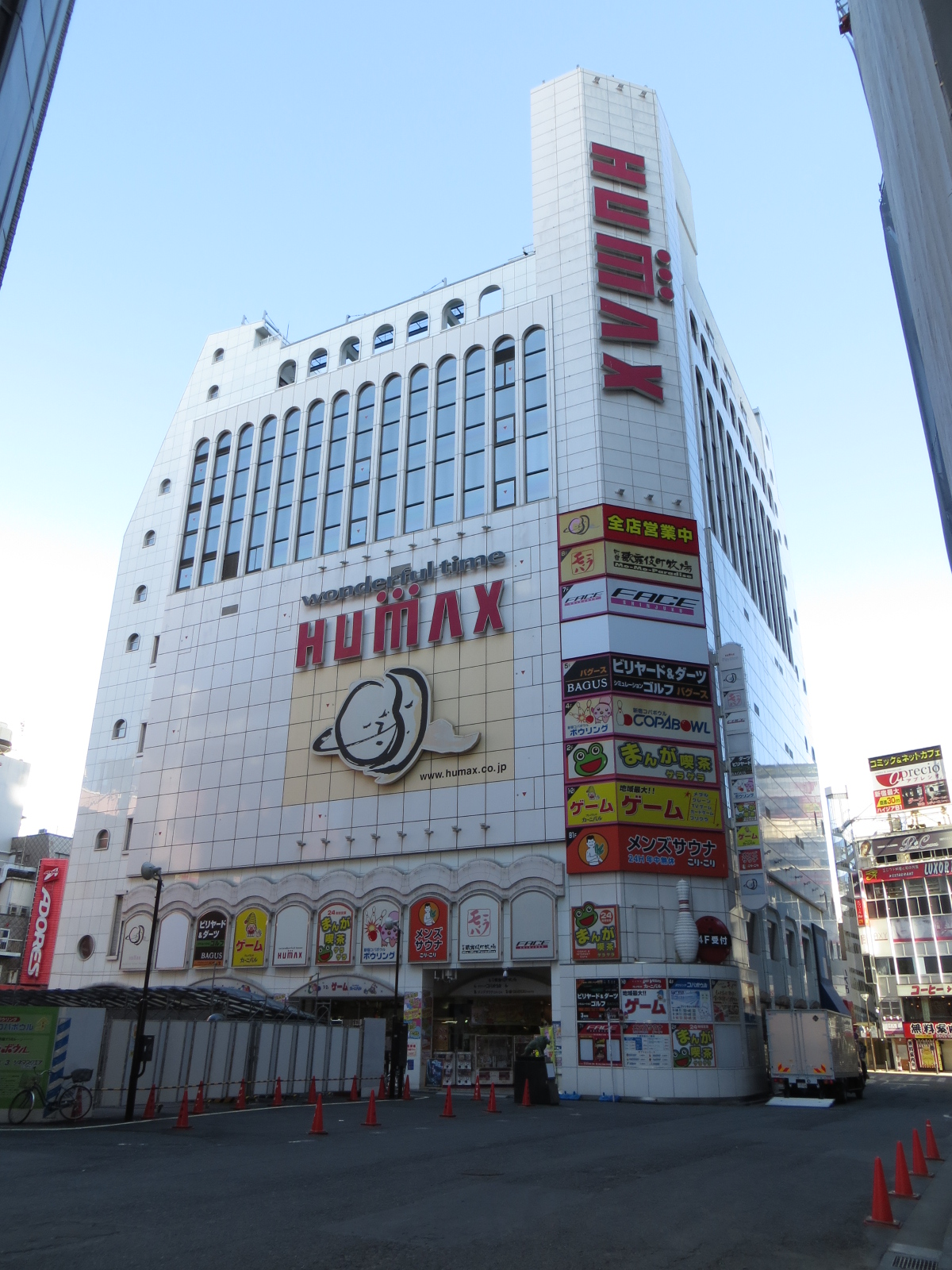
ヒューマックスパビリオン新宿アネックス

  - 3月 - グループの総合事務所として「ヒューマックス富久町ビル」を完成。
  - 4月 - ジョイパックフィルムを株式会社ヒューマックスピクチャーズに、ジョイパックシネマを株式会社ヒューマックスシネマにそれぞれ社名変更。
- 1991年（平成3年）
  - 3月 - 富士汽船株式会社の株式を取得し、資本参加。
  - 4月 - ジョイパックフーズとジョイパック商事が合併、株式会社ヒューマックスハートに社名変更。
  - 7月 - 恵通商事を株式会社ヒューマックスエステートに社名変更。ヒューマックスピクチャーズ、ヒューマックスシネマ、ヒューマックスアルファチャンネルが合併し、株式会社ヒューマックスピクチャーズとする。
- 1992年（平成4年）
  - 3月 - ヒューマックスエステートとジョイパックエンタープライズが合併し、新社名を株式会社ヒューマックスエステートとする。
  - 11月 - 「ヒューマックスパビリオン所沢」、「ヒューマックスパビリオン渋谷公園通り」をそれぞれ開館。
  - 12月 - 「ヒューマックスパビリオン永山」を開館。
- 1993年（平成5年）12月 - 「ヒューマックスパビリオン自由が丘」を開館。
- 1994年（平成6年）3月 - ヒューマックスハートと恵通不動産が合併し、株式会社ヒューマックスハートとなる。「ヒューマックス渋谷ビル」を竣工。
- 1995年（平成7年）7月 - 株式会社ヒューマックステクノロジーを設立。
- 1996年（平成8年）11月 - 「ヒューマックス恵比寿ビル」を取得。
- 1997年（平成9年）
  - 7月 - 株式会社ヒューマックスコミュニケーションズを設立。
  - 10月 - 「ヒューマックスパビリオン築地」を開館。
  - 11月 - 「ヒューマックスパビリオン東池袋」を開館。
- 2000年（平成12年）
  - 3月 - 「ヒューマックス南新宿ビル」を取得。
  - 7月 - 富士汽船がヒューマックスハートを合併。「ヒューマックスパビリオン池袋サンシャイン60通り」を開館。
  - 10月 - 富士汽船が株式会社ワンダーテーブルに社名変更。
- 2001年（平成13年）2月 - 「ヒューマックスパビリオン立川」を開館。
- 2003年（平成15年）
  - 2月 - ヒューマックステクノロジーが株式会社ヒューマックスシネマに社名変更。
  - 3月 - ヒューマックスピクチャーズの全事業部門を、株式会社ヒューマックスシネマに営業譲渡。
  - 4月 - 株式会社ヒューマックスと株式会社ヒューマックスエステートが合併。
- 2006年（平成18年）
  - 3月 - 株式会社ヒューマックスと華僑国際企業株式会社が合併。
  - 4月 - 「ヒューマックスパビリオン新宿東口」を開館。
- 2007年（平成19年）11月 - 「ヒューマックスパビリオン大森」を開館。
- 2010年（平成22年）11月 - 株式会社ヒューマックスが株式会社ワンダーテーブルを完全子会社化、上場廃止。
- 2011年（平成23年）1月 - 「ヒューマックスパビリオン新宿アネックス」の改修工事が完成する。

## データ
- 歴代社長：
  1. 林以文（1948年 - 1976年）[4]
  2. 林瑞祥（1976年 - 2012年）[7][8]
  3. 林祥隆（2012年 - 現行）[2][8]
- グループ歴代会長
  1. 林以文（1948年 - 1976年）[4]
  2. 林瑞祥（1976年 - 現行）[9]
- 社名由来：Maximizing Human Potential - 人間としての可能性を最大限に生かす[10]

## 関連会社

### 現行
- 株式会社ワンダーテーブル[11]
  - 所在地：東京都新宿区西新宿三丁目20番2号　東京オペラシティタワー22階
  - 設立：1946年7月30日（三井船舶の水産部門、協同水産株式会社）[7]
  - 資本金：8,000万円
  - 代表取締役：
    - 同会長：林祥隆
    - 同社長：秋元巳智雄

- ジョイパックレジャー株式会社

- ジョイパックアミューズメント株式会社[12]
  - 所在地：東京都渋谷区恵比寿南一丁目1番1号　ヒューマックス恵比寿ビル9階
  - 設立：1979年2月
  - 代表取締役社長：林光男

- 株式会社クレディックス[13]
  - 所在地：東京都新宿区西新宿三丁目20番2号　東京オペラシティタワー22階
  - 設立：1985年7月
  - 資本金：5,593万円
  - 代表取締役社長：林瑞禎

- 株式会社ヒューマックスシネマ
- 株式会社ヒューマックスコミュニケーションズ
- ヒューマックスウエストInc.（英語: Humax West, Inc.）
  - 所在地：アメリカ合衆国カリフォルニア州ロサンゼルス郡プレヤデルレイ（Playa del Rey）ヴィスタデルマー7301番地A109
北緯33度57分17.23秒 西経118度26分53.7秒 / 北緯33.9547861度 西経118.448250度
  - 設立：1977年7月[3]（現地登記1973年8月21日）
  - 登記上代表者：林光華

- 株式会社地球会館
  - 設立：1958年6月[3]

### 消滅
- 株式会社ヒューマックスエステート - 1958年6月に恵通商事株式会社として設立。1991年7月に社名変更。2003年4月に株式会社ヒューマックスと合併。
- 株式会社ヒューマックスハート - 1991年4月にジョイパックフーズ株式会社（1983年4月分社化）とジョイパック商事株式会社（同）が合併して設立。2000年7月に富士汽船株式会社（現・ワンダーテーブル）に合併。
- 恵通不動産株式会社 - 1958年4月に設立。1994年3月に株式会社ヒューマックスハートと合併。
- 株式会社ヒューマックステクノロジー - 1995年7月に設立、2003年2月に株式会社ヒューマックスシネマへ社名変更。
- 株式会社ヒューマックスピクチャーズ - 1965年11月にジョイパックフイルム株式会社として設立。1989年3月に社名変更。2003年2月に株式会社ヒューマックスシネマへ全事業部門を譲渡。
- 峰商事株式会社 - 1962年4月に設立。1979年7月にラスベガス商事株式会社と合併し、ジョイパックレジャー株式会社に社名変更。
- ラスベガス商事株式会社 - 1972年5月に設立。1979年7月に峰商事株式会社と合併し、ジョイパックレジャー株式会社に社名変更。
- ジョイパックエンタープライズ株式会社 - 1983年4月に分社化して設立。1992年3月に株式会社ヒューマックスエステートと合併。
- ジョイパックシネマ株式会社 - 1983年4月に分社化して設立。1989年3月に株式会社ヒューマックスシネマへ社名変更。